# Virginia McKenna
Virginia McKenna OBE (Londres, 7 de junio de 1931) es una actriz de cine y teatro, autora y luchadora por la vida silvestre inglesa.
McKenna se entrenó como actriz en la Central School of Speech and Drama y luego trabajó como actriz de teatro en el West End de Londres antes de hacer su primera aparición en una película en 1952. Siguió actuando tanto en teatro como en cine y en 1954-1955 fue miembro de la compañía teatral Old Vic. Estuvo casada por unos pocos meses en 1954 con el actor Denholm Elliott. Su segundo esposo fue el actor Bill Travers con el cual tuvo cuatro hijos, y con el cual estuvo casada hasta que murió en 1994.
En 1956, McKenna ganó el BAFTA a la mejor actriz por su actuación en la película A Town Like Alice (Mi vida empieza en Malasia) y dos años después fue nominada a mejor actriz por su participación como la agente del SOE en la Segunda Guerra Mundial Violette Szabo, en la película Carve Her Name with Pride (Agente secreto SZ) de 1958.
Sin embargo, McKenna es mayormente recordada por su actuación en 1966 como Joy Adamson en la película basada en hechos reales Born Free por el cual fue nominada a un Globo de Oro. Bill Travers coprotagonizó la película con ella, interpretando al conservacionista George Adamson, y la experiencia los llevó a convertirse en activistas por los derechos de los animales y la protección de su hábitat natural. Esto llevó a McKenna y su esposo a involucrarse en la Zoo Check Campaign en 1984 y a fundar la Born Free Foundation en 1991.
En el teatro, en 1979 ganó un premio Olivier como mejor actriz en un musical británico por su participación en El rey y yo. Durante los años ha aparecido en más películas pero también ha sido muy activa en actuaciones en televisión y en el teatro, donde continúa haciendo apariciones ocasionales.
McKenna ha sido también responsable de ayudar a crear el museo Gavin Maxwell en Eilean Bàn, la última isla en la que vivió Maxwell, un autor y naturalista famoso por su libro Ring of Bright Water, en el que se basó la película homónima. El título, Ring of Bright Water, fue sacado de una línea de un poema de Kathleen Raine.
Por su servicio a la vida silvestre y a las artes, en 2004 McKenna se convirtió en funcionaria de la Orden del Imperio Británico.
Su trabajo en audiolibros incluye El jardín secreto de Frances Hodgson Burnett.

## Filmografía
- The Cruel Sea (1953)
- Simba (1955)
- A Town Like Alice (Mi vida empieza en Malasia) (1956)
- The Smallest Show on Earth (1957)
- Carve Her Name with Pride (Agente secreto SZ) (1958)
- The Wreck of the Mary Deare (Misterio en el barco perdido) (1959)
- BBC Play of the Month: A Passage to India (1965) (TV)
- Born Free (1966)
- Ring of Bright Water (1969)
- An Elephant Called Swlolwy (Un elefante llamado Lento) (1969)
- Waterloo (1970)
- The Gathering Storm (1974) (telefilm)
- Holocaust 2000 (1977)
- The Disappearance (1977)
- The Camomile Lawn (1992, miniserie de televisión)
- September (1996) (telefilm)
- Sliding Doors (1998)